# 阿合买提江·哈斯木

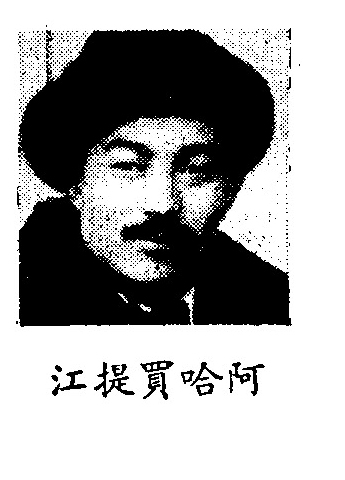
制憲國民大會代表阿哈買提江

阿合买提江·哈斯木（維吾爾語：ئەخمەتجان قاسىم‎；；1914年4月15日—1949年8月25日），维吾尔族，新疆伊宁人。新疆共产主义革命家，東突厥斯坦共和國和三区革命主要领导人。

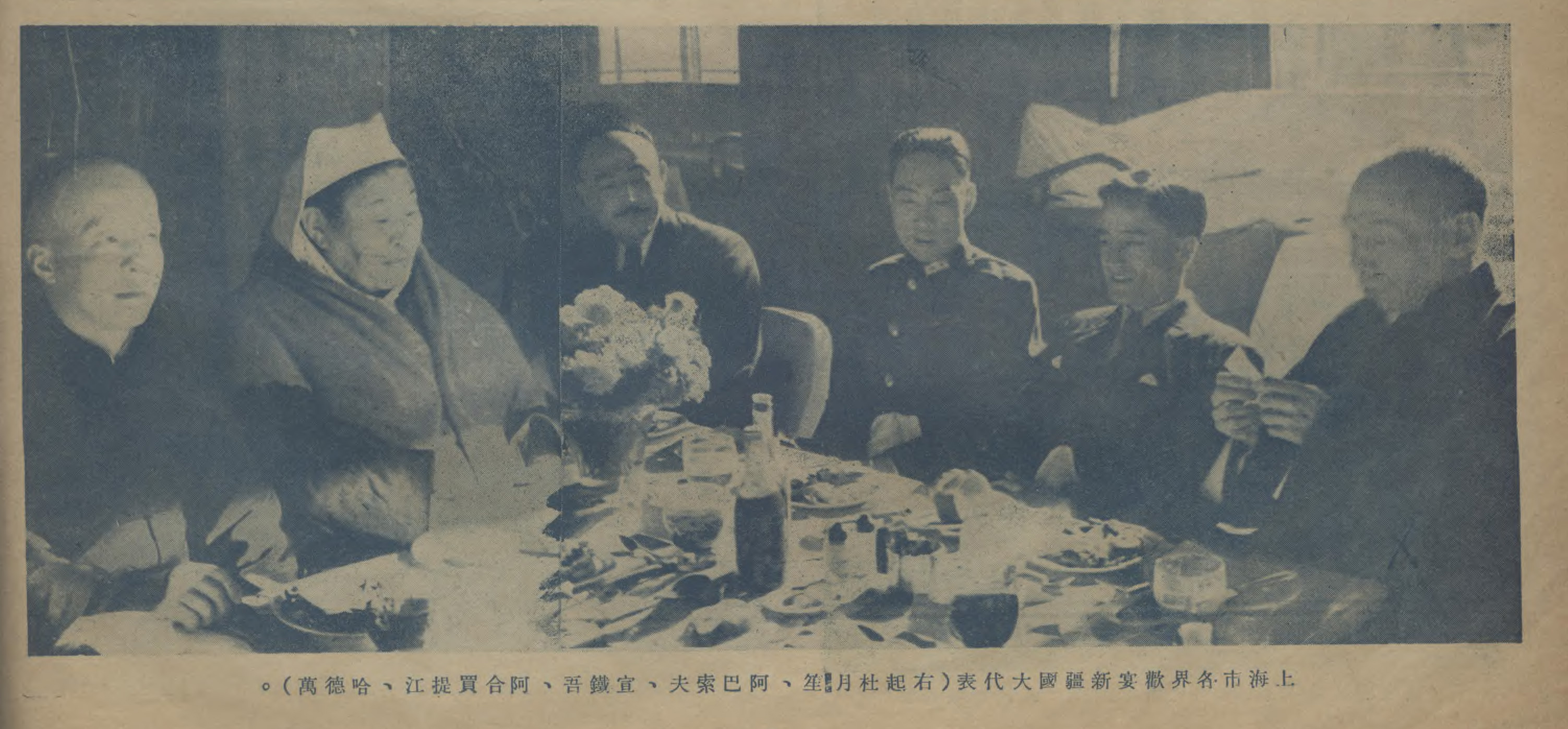
上海市各界歡宴新疆國大代表(右起杜月笙、阿巴索夫、宣鐵吾、阿合買提江、哈德萬)

## 生平
阿合买提江·哈斯木于1937年考入莫斯科东方大学学习，1942年大学毕业后在苏联教育部门工作了一段时间。他加入了全联盟共产党（布尔什维克），并为共产国际工作过。
阿合买提江·哈斯木从莫斯科东方大学毕业后与十二名学生一起回到新疆，其中十一人在阿勒玛斯带领下去了南疆，阿合买提江·哈斯木一人来到了塔城。他到塔城后打工（给人打土坯、粉刷墙）维持生活，没过多久被盛世才当局抓起来送伊犁监狱，三个月后被解往乌鲁木齐第二监狱肥皂厂强制劳动。
1944年释放后回伊宁打工（给人装玻璃、粉刷墙）维持生活。三区革命临时政府成立后在报社工作，后任三区革命临时政府副秘书长。在与民国政府和谈之后，任新成立的新疆省联合政府副主席（1946年6月－1947年2月）、新疆保卫和平民主同盟中央委员会主席的职务。
1947年8月12日，新疆省政府副主席阿合买提江离开迪化回伊宁，随后三区方面人员陆续离开迪化，新疆省联合政府破裂:8396。
根据中共和苏联方面的记载，1949年8月随着中国共产党在第二次国共内战中节节胜利，中国人民解放军进军新疆，在毛泽东邀请下，阿合买提江·哈斯木率新疆保卫和平民主同盟代表团飞往北平，出席中国人民政治协商会议第一届全体会议。25日途径苏联伊尔库茨克飞至扎巴依喀勒山附近时遭遇空难，机上十七人全部遇难。

## 家庭
- 妻：玛依努尔·哈斯木。和阿合买提江育有一子一女。
- 子：阿地利江·哈斯木
- 女：阿达来提·哈斯木[3]